# Pont Maurice-Duplessis
Ne doit pas être confondu avec Pont Duplessis.
Le pont Maurice-Duplessis est un pont couvert situé près de Villebois et de Beaucanton dans le Nord-du-Québec.

## Histoire
Le pont a été construit en 1948 au-dessus de la Rivière Turgeon. Il mesure 30 m de long. Il est situé sur la chemin des 4e et 5e Rangs.

## Toponymie
Le pont a été nommé en l'honneur de Maurice Duplessis, Premier ministre du Québec de 1936 à 1939 et de 1944 à 1959.